# Henry Sainctelette

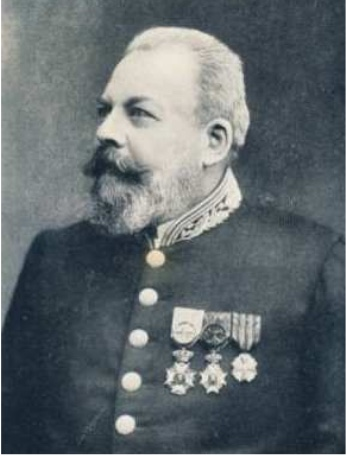
Henry Sainctelette

Henry Charles Marie Sainctelette (Bergen, 18 maart 1851 – 3 juli 1905) was een Belgisch senator voor de Liberale Partij.

## Biografie

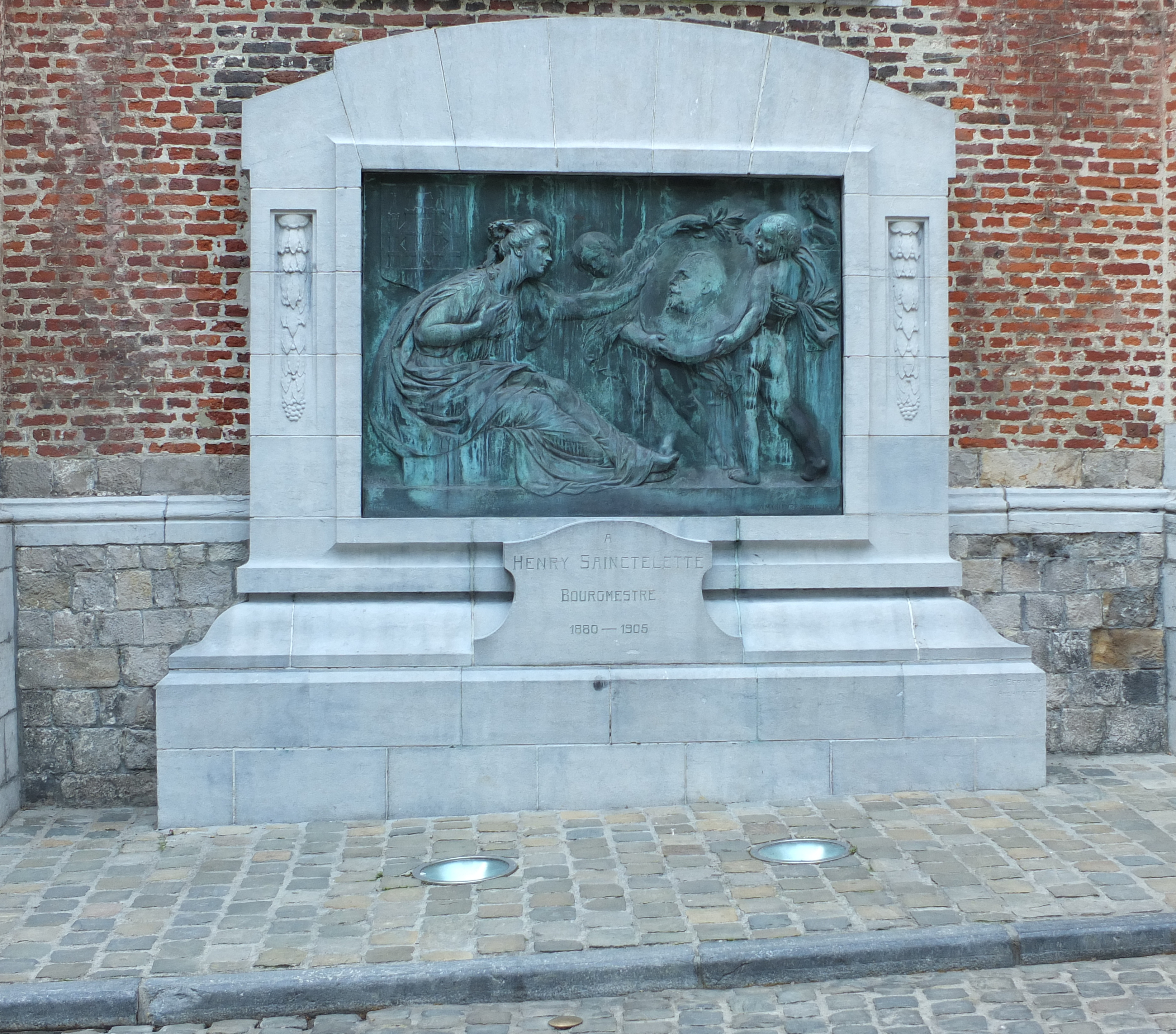
Monument ter ere van Sainctelette in Mons

Henry Sainctelette was een zoon van Charles-Xavier Sainctelette en Caroline Corbisier. Zijn vader was advocaat, provincieraadslid van Henegouwen, gemeenteraadslid van Bergen, volksvertegenwoordiger, minister van Openbare Werken. Hij was een kleinzoon van Frédéric Corbisier.
Hij promoveerde tot doctor in de rechten (1874) aan de Université libre de Bruxelles en tot doctor in de politieke en administratieve wetenschappen (1875) aan de Université de Liège. Hij vestigde zich als advocaat in Bergen.
Hij werd verkozen tot gemeenteraadslid van Bergen in 1880 en was schepen van 1881 tot 1888 en burgemeester vanaf 1888 tot aan zijn dood.
In 1894 werd hij verkozen tot senator voor het arrondissement Bergen en vervulde dit mandaat eveneens tot aan zijn dood.

## Publicaties
- De la responsabilité et de la garantie accidents de transport et de travail, Brussel, 1884.
- Les accidents de travail. Etude de droit et de législation comparée, Brussel, 1890.